# Taudactylus acutirostris
Taudactylus acutirostris är en groddjursart som först beskrevs av Andersson 1916.  Taudactylus acutirostris ingår i släktet Taudactylus och familjen Myobatrachidae. IUCN kategoriserar arten globalt som akut hotad. Inga underarter finns listade i Catalogue of Life.